# 脈石
脈石（みゃくせき、gangue）は、鉱石とともに鉱床に産するが、経済的に無価値なため採掘の対象とならない鉱物のことで、鉱石中の不用部分で選鉱の工程で除去される。
同じ鉱物であっても、鉱石の種類や品位、鉱業の技術水準などによって常に価値が左右されるため、脈石鉱物にも鉱石鉱物（有用鉱物）にも転じ得る。また、技術の発展により脈石が鉱石に変化することがある。